# Nekrolog 2. Quartal 1948
Nekrolog
◄◄
| ◄
| 1944
| 1945
| 1946
| 1947
| 1948 | 1949 | 1950 | 1951 | 1952 | ► | ►►
1. Quartal |
2. Quartal |
3. Quartal |
4. Quartal 1948
Weitere Ereignisse | Allgemeiner Nekrolog 1948
Die Beschreibung der verstorbenen Person sollte so kurz wie möglich gehalten sein und nur deren signifikante Tätigkeit(en) enthalten.
Neue Namen ggf. auch unter dem Geburts- und Sterbedatum, also etwa unter 1. Januar und im Geburts- und Sterbejahr (2024) eintragen (nur bei entsprechender großer Wichtigkeit). Für Beispiele siehe die schon vorhandenen Artikel.
Außerdem über die fünf zuletzt Verstorbenen, zu denen es einen ausreichend guten Artikel für eine Präsentation auf der Hauptseite gibt, nach der todesbedingten Überarbeitung der Artikel ggf. auch unter Wikipedia Diskussion:Hauptseite informieren und sie am besten auch in den anderen Wikipedia-Sprachversionen eintragen. Tipp: Regelmäßig bei news.google.de nach „ist tot“, „gestorben“ oder „verstorben“ suchen.
Wenn eine Person gestorben ist, gibt es viele Seiten zu dieser Person in der Wikipedia, die davon auch betroffen sind und entsprechend aktualisiert werden müssen. Beispiele: Namenübersichtsseite, Geburtsjahr, Geburtsort-Seiten und viele mehr.
Wie finde ich die betroffenen Seiten?
Im Suchfeld auf der linken Seite gibt man den Suchbegriff so ein: „Vorname Nachname“. Dann klickt man auf Volltext und alle Seiten mit entsprechendem Suchtext werden aufgerufen. Hier sieht man dann schnell, wo auch das Todesjahr Sinn macht oder sogar ein Teil des Artikels angepasst werden muss. Auch hilft das „Werkzeug“ auf der linken Seite sehr gut, um solche Seiten aufzufinden: „Links auf diese Seite“. Somit ist die Wikipedia wieder aktuell in allen Bereichen! Hinweis: bei Eintragung der Kategorie „Gestorben JAHR“ wird der Missbrauchsfilter 49 ausgelöst, was jedoch nicht schlimm ist. Siehe: Spezial:Missbrauchsfilter/49
Dies ist eine Liste von im zweiten Quartal 1948 verstorbenen bekannten Persönlichkeiten. Die Einträge erfolgen innerhalb der einzelnen Daten alphabetisch sortiert. Tiere sind im Nekrolog für Tiere zu finden.

## April
| Tag       | Name                                               | Beruf, bekannt als                                                                                       | Alter | Beleg |
| --------- | -------------------------------------------------- | --- | ----- | ----- |
| 1. April  | Josef Danegger                                     | österreichischer Schauspieler                                                                            | 59    |       |
| 1. April  | Fritz Wentzell                                     | deutscher Offizier, zuletzt Generalleutnant im Zweiten Weltkrieg                                         | 48    |       |
| 2. April  | Sabahattin Ali                                     | türkischer Schriftsteller                                                                                | 41    |       |
| 2. April  | Johann Häfker                                      | deutscher Politiker (NSDAP), MdR                                                                         | 62    |       |
| 2. April  | Anna Jordánová                                     | tschechische Opernsängerin (Sopran)                                                                      | 70    |       |
| 2. April  | Sawan Singh                                        | indischer Mystiker                                                                                       | 89    |       |
| 2. April  | Therese Steinhardt                                 | US-amerikanische Malerin                                                                                 | 51    |       |
| 3. April  | Josef Birchbauer                                   | österreichischer Politiker (GdP), Abgeordneter zum Nationalrat                                           | 79    |       |
| 3. April  | Jakob Haringer                                     | deutscher Schriftsteller                                                                                 | 50    |       |
| 3. April  | Carl Baron Manteuffel-Szoege                       | deutscher Autor und deutsch-baltischer Baron auf Katzdangen sowie Kreismarschall in Hasenpoth in Kurland | 75    |       |
| 3. April  | Walter Schües                                      | deutscher Versicherungsdirektor, MdHB                                                                    | 67    |       |
| 4. April  | George Dorrington Cunningham                       | englischer Organist und Musikpädagoge                                                                    | 69    |       |
| 4. April  | Kobayakawa Kiyoshi                                 | japanischer Maler                                                                                        | 48    |       |
| 4. April  | Pawel Iwanowitsch Lebedew-Poljanski                | sowjetischer Literaturkritiker                                                                           | 66    |       |
| 4. April  | Georg Terramare                                    | österreichischer Dramatiker und Regisseur                                                                | 58    |       |
| 5. April  | Abby Aldrich Rockefeller                           | US-amerikanische Mäzenin und Mitbegründerin des Museum of Modern Art                                     | 73    |       |
| 5. April  | Joe Alex                                           | französischer Sänger, Varieté-Tänzer und Schauspieler                                                    | 56    |       |
| 5. April  | Leopold Dirtl                                      | österreichischer Motorradrennfahrer                                                                      | 57    |       |
| 5. April  | James F. Fulbright                                 | US-amerikanischer Politiker                                                                              | 71    |       |
| 5. April  | Alfred Hauptmann                                   | deutscher Psychiater und Neurologe                                                                       | 66    |       |
| 5. April  | Viktor Junk                                        | österreichischer Germanist und Komponist                                                                 | 72    |       |
| 5. April  | Joseph-Omer Plante                                 | kanadischer römisch-katholischer Geistlicher, Weihbischof in Québec                                      | 81    |       |
| 5. April  | Willard Robertson                                  | US-amerikanischer Schauspieler und Autor                                                                 | 62    |       |
| 5. April  | Hans Maria Sartori                                 | Schweizer Lehrer, Lokalpolitiker und Förderer seiner Heimat                                              | 68    |       |
| 6. April  | Ludwig von Flotow                                  | österreichisch-ungarischer Diplomat                                                                      | 80    |       |
| 6. April  | Rudolf Walbaum                                     | deutscher evangelischer Theologe und Begründer der Deutschen Unitarier Religionsgemeinschaft             | 78    |       |
| 7. April  | Hermine Kittel                                     | österreichische Theaterschauspielerin, Opernsängerin (Alt) und Gesangspädagogin                          | 68    |       |
| 7. April  | Emil Lind                                          | österreichischer Schauspieler, Theaterregisseur und Schauspiellehrer an deutschsprachigen Bühnen         | 75    |       |
| 7. April  | Robert Tschakert                                   | tschechoslowakischer Politiker                                                                           | 65    |       |
| 7. April  | Orville Zimmerman                                  | US-amerikanischer Politiker                                                                              | 67    |       |
| 8. April  | Abd al-Qadir al-Husaini                            | palästinensischer Feldkommandeur der Armee des Heiligen Krieges im Palästinakrieg                        |       |       |
| 8. April  | Ralph Emerson Bailey                               | US-amerikanischer Politiker                                                                              | 69    |       |
| 8. April  | Otto Keck                                          | deutscher Kunstmaler                                                                                     | 75    |       |
| 8. April  | Theódór Friðriksson                                | isländischer Schriftsteller                                                                              | 71    |       |
| 9. April  | Trygve Edin                                        | norwegischer Skispringer                                                                                 | 36    |       |
| 9. April  | Otto Fischer                                       | deutscher Kunsthistoriker und Museumsdirektor                                                            | 61    |       |
| 9. April  | Jorge Eliécer Gaitán                               | kolumbianischer Politiker und Anwalt                                                                     | 45    |       |
| 9. April  | Max Hecker                                         | deutscher Philologe, Literarhistoriker und Archivar                                                      | 78    |       |
| 10. April | Richard Kleine                                     | deutscher Entomologe, Koleopterologe und Phytopathologe                                                  | 73    |       |
| 10. April | Wilhelm Külz                                       | deutscher Politiker (DDP, LDP), MdR, MdV                                                                 | 73    |       |
| 10. April | Ludwig Mayr                                        | deutscher Theaterschauspieler und Theaterregisseur                                                       | 71    |       |
| 10. April | Ferdinand von Werden                               | deutscher Kunsthistoriker und Hochschullehrer                                                            | 67    |       |
| 10. April | Robert L. Williams                                 | US-amerikanischer Jurist und Politiker                                                                   | 79    |       |
| 11. April | Frederick Orpen Bower                              | englischer Botaniker                                                                                     | 92    |       |
| 11. April | Hedwig Francillo-Kauffmann                         | österreichische Sopranistin                                                                              | 69    |       |
| 11. April | Arthur Cuninghame Grant Duff                       | britischer Botschafter                                                                                   | 86    |       |
| 11. April | Joseph Geyser                                      | deutscher Philosoph                                                                                      | 79    |       |
| 11. April | Paul Weingarten                                    | österreichischer Pianist und Musiklehrer                                                                 | 61    |       |
| 11. April | Else Züblin-Spiller                                | Schweizer Journalistin und Abstinenzlerin                                                                | 66    |       |
| 12. April | Rupert Blue                                        | US-amerikanischer Arzt, Surgeon General of the United States                                             | 80    |       |
| 12. April | Curt Sjöberg                                       | schwedischer Turner und Wasserspringer                                                                   | 51    |       |
| 13. April | Adolf Freiherr von Büsing-Orville                  | Unternehmer                                                                                              | 87    |       |
| 13. April | Hanns Heene                                        | deutscher Psychiater, als T4-Gutachter Beteiligter an Euthanasieverbrechen in der NS-Zeit                | 51    |       |
| 13. April | Karl Itzinger                                      | österreichischer Schriftsteller                                                                          | 60    |       |
| 13. April | Gustave Kemp                                       | luxemburgischer Fußballspieler                                                                           | 31    |       |
| 13. April | John Christmas Møller                              | dänischer Politiker                                                                                      | 54    |       |
| 13. April | Max Seiffert                                       | deutscher Musikwissenschaftler, Herausgeber Alter Musik                                                  | 80    |       |
| 14. April | Gerhard Anschütz                                   | deutscher Staatsrechtler                                                                                 | 81    |       |
| 14. April | Jean Chastanié                                     | französischer Leichtathlet                                                                               | 72    |       |
| 14. April | Hermann Hesse                                      | deutscher Dirigent, Chorleiter und Organist                                                              | 86    |       |
| 14. April | Christoph Mülleneisen junior                       | deutscher Filmproduzent                                                                                  | 60    |       |
| 14. April | Otto Scheller                                      | deutscher Elektroingenieur                                                                               | 71    |       |
| 15. April | Victor Alder                                       | österreichischer Chemiker und Industrieller                                                              | 70    |       |
| 15. April | Ignaz Dienstl                                      | österreichischer Politiker (SDAP), Landtagsabgeordneter                                                  | 65    |       |
| 15. April | Radola Gajda                                       | tschechoslowakischer General                                                                             | 56    |       |
| 15. April | Alfred Church Lane                                 | US-amerikanischer Geologe und Mineraloge                                                                 | 85    |       |
| 15. April | Manuel Roxas                                       | philippinischer Präsident                                                                                | 56    |       |
| 16. April | Ritta Boemm                                        | ungarische Malerin                                                                                       | 80    |       |
| 16. April | Juozas Gruodis                                     | litauischer Komponist                                                                                    | 63    |       |
| 16. April | Dick Kauffman                                      | US-amerikanischer Baseballspieler                                                                        | 59    |       |
| 16. April | Conrad Keller                                      | deutscher Bildhauer                                                                                      | 68    |       |
| 17. April | Johan Paul van Limburg Stirum                      | niederländischer Diplomat und Gouverneur                                                                 | 75    |       |
| 17. April | Johnny Madden                                      | schottischer Fußballspieler und -trainer                                                                 | 82    |       |
| 17. April | Paul Stanke                                        | deutscher Architekt                                                                                      | 72    |       |
| 17. April | Suzuki Kantarō                                     | 29. Premierminister von Japan                                                                            | 80    |       |
| 18. April | André Audinet                                      | französischer Mittelstreckenläufer                                                                       | 50    |       |
| 18. April | Herman E. Hendrix                                  | US-amerikanischer Steinmetz, Lehrer und Politiker                                                        | 68    |       |
| 18. April | Leif Jensson                                       | norwegischer Journalist                                                                                  | 49    |       |
| 18. April | Johann Kuba                                        | österreichischer Politiker (SPÖ), Landtagsabgeordneter                                                   | 48    |       |
| 18. April | Erich Metzeltin                                    | deutscher Eisenbahn-Ingenieur                                                                            | 76    |       |
| 18. April | Thomas Robertson-Aikman                            | britischer Oberstleutnant und Curler                                                                     | 88    |       |
| 18. April | Otto Ludwig Sckell                                 | Garteninspektor im Großherzogtum Sachsen-Weimar-Eisenach                                                 | 87    |       |
| 18. April | Sid Smith                                          | britischer Boxer                                                                                         | 59    |       |
| 19. April | Charles Campbell                                   | britischer Segler                                                                                        | 66    |       |
| 19. April | Ernst Robert Fiechter                              | Schweizer Bauforscher                                                                                    | 72    |       |
| 20. April | Karl Graumann                                      | deutscher Theaterschauspieler, Filmschauspieler und Schauspiellehrer                                     | 73    |       |
| 20. April | Minna Krasa                                        | Pionierin der österreichischen Arbeiterinnenbewegung                                                     | 72    |       |
| 20. April | Yonai Mitsumasa                                    | japanischer Admiral und Politiker, 37. Premierminister Japans                                            | 68    |       |
| 21. April | Günther Benedikt                                   | österreichischer Politiker                                                                               | 26    |       |
| 21. April | Paul de Borman                                     | belgischer Tennisspieler                                                                                 | 68    |       |
| 21. April | Arturo Farinelli                                   | italienischer Romanist und Germanist                                                                     | 81    |       |
| 21. April | Vilhelm Grønbech                                   | dänischer Religionswissenschaftler                                                                       | 74    |       |
| 21. April | Aldo Leopold                                       | US-amerikanischer Forstwissenschaftler und Ökologe                                                       | 61    |       |
| 21. April | Carlos López Buchardo                              | argentinischer Komponist, Pianist und Musikpädagoge                                                      | 66    |       |
| 22. April | Ili Kronstein                                      | österreichische Malerin                                                                                  | 50    |       |
| 22. April | James V. McClintic                                 | US-amerikanischer Politiker                                                                              | 69    |       |
| 22. April | Johannes Weigelt                                   | deutscher Paläontologe und Geologe                                                                       | 57    |       |
| 22. April | Charles E. Winter                                  | US-amerikanischer Politiker                                                                              | 77    |       |
| 23. April | Albert von Bruchhausen                             | deutscher Oberbürgermeister und Politiker                                                                | 89    |       |
| 23. April | Hermann Güntert                                    | deutscher Sprachwissenschaftler und Religionshistoriker                                                  | 61    |       |
| 23. April | Louis Benjamin Hanna                               | US-amerikanischer Politiker                                                                              | 86    |       |
| 23. April | Emile Ripert                                       | französischer Dichter und Romanist                                                                       | 65    |       |
| 23. April | Albert zu Schleswig-Holstein-Sonderburg-Glücksburg | deutscher Adliger, Herzog von Schleswig-Holstein-Sonderburg-Glücksburg                                   | 85    |       |
| 23. April | Ernst Vatter                                       | deutscher Ethnologe                                                                                      | 59    |       |
| 24. April | Andrea Butenschön                                  | schwedische Schriftstellerin, Orientalistin und Übersetzerin                                             | 81    |       |
| 24. April | Robert Haußner                                     | deutscher Mathematiker                                                                                   | 85    |       |
| 24. April | Wallace Morgan                                     | US-amerikanischer Maler, Illustrator und Kriegsmaler                                                     |       |       |
| 24. April | Manuel María Ponce                                 | mexikanischer Komponist                                                                                  | 65    |       |
| 24. April | Jāzeps Vītols                                      | lettischer Komponist                                                                                     | 84    |       |
| 24. April | Karl Walther                                       | deutscher Geologe und Paläontologe                                                                       | 70    |       |
| 25. April | Erich Guttmann                                     | deutscher Psychiater und Neurologe                                                                       | 52    |       |
| 25. April | Lajos Keresztes-Fischer                            | ungarischer Generaloberst                                                                                | 64    |       |
| 25. April | Gerardo Matos Rodríguez                            | uruguayischer Tango-Komponist                                                                            | 51    |       |
| 25. April | Eric von Rosen                                     | schwedischer Entdecker des zentralafrikanischen Batwa-Stammes                                            | 68    |       |
| 26. April | Josef Almas                                        | deutscher Schauspieler                                                                                   | 51    |       |
| 26. April | Donald Ross                                        | schottischer Golfarchitekt                                                                               | 75    |       |
| 27. April | Cliff Crowley                                      | kanadischer Eishockeyspieler                                                                             | 41    |       |
| 27. April | Ernestine Lutze                                    | deutsche Politikerin (SPD)                                                                               | 74    |       |
| 27. April | Joachim von Oppen                                  | deutscher Rittergutsbesitzer und Landwirtschaftsfunktionär                                               | 69    |       |
| 27. April | Wassyl Schtschurat                                 | sowjetischer Literaturwissenschaftler, Schriftsteller und Übersetzer                                     | 76    |       |
| 28. April | Richard Adolf Hoffmann                             | deutscher Theologe                                                                                       | 75    |       |
| 28. April | Walter Krause                                      | deutscher Fußballspieler                                                                                 | 52    |       |
| 28. April | Robert Murray                                      | britischer Sportschütze                                                                                  | 78    |       |
| 29. April | Sergei Jakowlewitsch Alymow                        | sowjetischer Schriftsteller und Lyriker                                                                  | 56    |       |
| 29. April | Bernardus Dirks Eerdmans                           | niederländischer evangelischer Theologe und Politiker                                                    | 80    |       |
| 29. April | Fritz Haasler                                      | deutscher Chirurg und Hochschullehrer                                                                    | 84    |       |
| 29. April | Albert Neuhaus                                     | deutscher Jurist, Verwaltungsbeamter und Politiker (DNVP)                                                | 74    |       |
| 29. April | Frida Scotta                                       | dänische Violinistin                                                                                     | 77    |       |
| 29. April | Adolf Thesmacher                                   | deutscher Architekt                                                                                      | 68    |       |
| 30. April | Franz Eichhorst                                    | deutscher Maler, Radierer und Illustrator                                                                | 62    |       |
| 30. April | Otto Girndt                                        | deutscher Pharmakologe und Hochschullehrer                                                               | 52    |       |
| 30. April | Jean Hengsberger                                   | deutscher Jurist und Mitglied des Preußischen Abgeordnetenhauses                                         | 81    |       |
| 30. April | Herbert Hudd                                       | deutscher Lehrer und Landeshistoriker                                                                    | 67    |       |
| 30. April | Hermann Hagenah                                    | australischer Politiker (South Australia)                                                                | 58    |       |
| 30. April | Hubert Knackfuß                                    | deutscher Bauforscher                                                                                    | 81    |       |
| 30. April | Wilhelm Paulmann                                   | deutscher Apotheker, Lebensmittelchemiker und Kommunalpolitiker in Kassel                                | 82    |       |
| 30. April | Dmitri Nikolajewitsch Prjanischnikow               | russisch-sowjetischer Agrarwissenschaftler                                                               | 82    |       |
| 30. April | Richard Thieme                                     | deutscher Gartenarchitekt                                                                                | 71    |       |
| 30. April | Wilhelm von Thoma                                  | deutscher Offizier, General der Panzertruppe im Zweiten Weltkrieg                                        | 56    |       |
|           | Claire Guttenstein                                 | belgische Schwimmerin                                                                                    | 61    |       |
|           | Julio Vilamajó                                     | uruguayischer Architekt                                                                                  | 53    |       |

## Mai
| Tag     | Name                         | Beruf, bekannt als | Alter | Beleg |
| ------- | ---------------------------- | --- | ----- | ----- |
| 1. Mai  | Karl Lenz                    | deutscher Maler | 49    |       |
| 1. Mai  | Marceli Popławski            | polnischer Komponist, Geiger, Dirigent und Musikpädagoge                                                                     | 65    |       |
| 1. Mai  | Giovanni Sechi               | italienischer Konteradmiral, Marineminister und Senator                                                                      | 77    |       |
| 2. Mai  | Svend Langkjær               | dänischer Leichtathlet | 61    |       |
| 2. Mai  | Wilhelm von Opel             | deutscher Unternehmer, Gründer des Automobilherstellers Opel                                                                 | 76    |       |
| 2. Mai  | Franz Palme                  | österreichischer Politiker (SdP), Abgeordneter zum Nationalrat                                                               | 82    |       |
| 4. Mai  | John Dolan                   | US-amerikanischer Baseballspieler                                                                                            | 80    |       |
| 4. Mai  | Olga Hoffmann-Canstein       | österreichische Blumenmalerin                                                                                                | 75    |       |
| 4. Mai  | Max Körting                  | deutscher Unternehmer | 85    |       |
| 4. Mai  | Arsène Millocheau            | französischer Radrennfahrer                                                                                                  | 81    |       |
| 4. Mai  | Dieter Wisliceny             | deutscher SS-Hauptsturmführer, verantwortlich für Deportationen slowakischer, griechischer und ungarischer Juden (1940–1944) | 37    |       |
| 5. Mai  | Caroline Bond Day            | US-amerikanische Anthropologin und Schriftstellerin                                                                          | 58    |       |
| 5. Mai  | Heinrich Ernst Kromer        | deutscher Schriftsteller, Maler und Bildhauer                                                                                | 81    |       |
| 5. Mai  | Sextil Pușcariu              | rumänischer Romanist und Rumänist                                                                                            | 71    |       |
| 5. Mai  | Michael Rackl                | deutscher katholischer Dogmatiker                                                                                            | 64    |       |
| 5. Mai  | Austin Roberts               | südafrikanischer Zoologe mit Schwerpunkt Ornithologie                                                                        | 65    |       |
| 5. Mai  | Karel Scheinpflug            | tschechischer Schriftsteller und Journalist                                                                                  | 78    |       |
| 6. Mai  | Vital Lehodey                | französischer Trappist, Abt und Mystiker                                                                                     | 90    |       |
| 6. Mai  | Erich Randt                  | deutscher Archivar und Historiker                                                                                            | 60    |       |
| 8. Mai  | Joseph E. Atkinson           | kanadischer Journalist und Chefredakteur                                                                                     | 82    |       |
| 8. Mai  | William Henry Berwald        | deutsch-amerikanischer Musikpädagoge, Dirigent und Komponist                                                                 | 83    |       |
| 8. Mai  | Kurt Herzog                  | deutscher General der Artillerie                                                                                             | 59    |       |
| 8. Mai  | Beatrix Lyall                | englisch-britische Sozialreformerin und Lokalpolitikerin                                                                     | 74    |       |
| 8. Mai  | Ernst Heinrich Wilhelm Meyer | deutscher Jurist und Schriftsteller                                                                                          | 77    |       |
| 8. Mai  | David Wiemann                | deutscher Botaniker und Lehrer                                                                                               | 62    |       |
| 9. Mai  | Hanns Benkert                | deutscher Ingenieur | 48    |       |
| 9. Mai  | Max Epstein                  | deutscher Schriftsteller und Theaterleiter                                                                                   | 74    |       |
| 9. Mai  | Karl Hilgenreiner            | katholischer Moraltheologe und Politiker                                                                                     | 81    |       |
| 9. Mai  | Paul Hunder                  | deutscher Fußballspieler | 64    |       |
| 11. Mai | Ed Ricketts                  | US-amerikanischer Meeresbiologe und Philosoph                                                                                | 50    |       |
| 12. Mai | Isidor Achron                | Pianist, Komponist und Musikpädagoge                                                                                         | 55    |       |
| 12. Mai | Francisco Alonso             | spanischer Komponist | 61    |       |
| 12. Mai | Hans Gutbrod                 | deutscher Tierarzt | 70    |       |
| 12. Mai | Josef Skružný                | tschechischer satirischer Schriftsteller, Bühnen- und Drehbuchautor                                                          | 77    |       |
| 12. Mai | Adolf von Thielmann          | preußischer Verwaltungsjurist und Landrat                                                                                    | 68    |       |
| 12. Mai | Édouard Vanzeveren           | französischer Schwimmer | 43    |       |
| 12. Mai | Hans von Zedlitz             | deutscher Schauspieler bei Bühne und Film sowie ein Theaterregisseur                                                         | 57    |       |
| 13. Mai | Milan Begović                | jugoslawischer Schriftsteller                                                                                                | 72    |       |
| 13. Mai | Paul Bröcker                 | deutscher Journalist und Schriftsteller                                                                                      | 72    |       |
| 13. Mai | Kathleen Cavendish           | US-amerikanische Schwester von John F. Kennedy                                                                               | 28    |       |
| 13. Mai | Robert Henry Clive           | britischer Diplomat | 70    |       |
| 13. Mai | Hans Sternberg               | deutscher Schauspieler | 69    |       |
| 14. Mai | John H. Overton              | US-amerikanischer Politiker                                                                                                  | 72    |       |
| 14. Mai | Wilhelm Wolf                 | deutscher Politiker (CDU), MdV                                                                                               | 48    |       |
| 15. Mai | Germain Debré                | französischer Architekt | 57    |       |
| 15. Mai | Edward Flanagan              | US-amerikanischer katholischer Geistlicher irischer Abstammung und Gründer von „Boys Town“                                   | 61    |       |
| 15. Mai | Jacques Gordon               | US-amerikanischer Geiger, Dirigent und Musikpädagoge                                                                         | 49    |       |
| 15. Mai | Johannes Hartwig             | deutscher Politiker, Mitglied des Sächsischen Landtages                                                                      | 61    |       |
| 15. Mai | Paul August Schmitz          | deutscher Journalist und Nahostexperte                                                                                       | 44    |       |
| 15. Mai | Karl Walter                  | österreichischer Politiker (CS), Abgeordneter zum Vorarlberger Landtag                                                       | 68    |       |
| 16. Mai | Ralph Hepburn                | US-amerikanischer Motorrad- und Automobilrennfahrer                                                                          | 52    |       |
| 16. Mai | Jacques Ledure               | belgischer Automobilrennfahrer                                                                                               | 55    |       |
| 16. Mai | Willy Merté                  | deutscher Optikkonstrukteur                                                                                                  | 59    |       |
| 16. Mai | Waldemar Schleip             | deutscher Zoologe und Hochschullehrer                                                                                        | 68    |       |
| 16. Mai | Georg Stammler               | deutscher Schriftsteller und Protagonist der Jugendbewegung                                                                  | 76    |       |
| 17. Mai | Theodor Bergmann             | deutscher Politiker der Zentrumspartei und der CDU, Unternehmer und Schriftsteller                                           | 79    |       |
| 17. Mai | Karl Brdlik                  | sudetendeutscher Lehrer und Heimatforscher                                                                                   | 73    |       |
| 17. Mai | Lorenz Diehl                 | deutscher Politiker (CDU) | 77    |       |
| 17. Mai | Olga Samaroff                | US-amerikanische Pianistin, Musikpädagogin und Musikkritikerin                                                               | 67    |       |
| 17. Mai | Balduin Wiesmayr             | österreichischer Zisterzienser, Abt des Stifts Wilhering                                                                     | 59    |       |
| 18. Mai | Maximilian Lenz              | österreichischer Maler, Graphiker und Bildhauer                                                                              | 87    |       |
| 18. Mai | Hans Wissel                  | deutscher Bildhauer | 50    |       |
| 19. Mai | Ludwig Heiner                | österreichischer Konditor | 64    |       |
| 19. Mai | Gabriel Jacobsohn            | israelischer Komponist | 25    |       |
| 19. Mai | Isak Unna                    | deutscher Rabbiner | 75    |       |
| 20. Mai | Ada à Beckett                | australische Biologin und Hochschullehrerin                                                                                  | 76    |       |
| 20. Mai | Waldemar Fink                | Schweizer Maler | 65    |       |
| 20. Mai | Max Hirsch                   | deutscher Gynäkologe | 71    |       |
| 20. Mai | Wilhelm Münnich              | chilenischer Mediziner und Politiker                                                                                         | 72    |       |
| 20. Mai | Bogumił Šwjela               | evangelischer sorbischer Geistlicher                                                                                         | 74    |       |
| 21. Mai | Artur Dinter                 | deutscher Schriftsteller und Politiker (NSDAP)                                                                               | 71    |       |
| 21. Mai | Maria Paula Emunds           | Mitbegründerin und erste Generaloberin der Missionsschwestern vom Kostbaren Blut                                             | 83    |       |
| 21. Mai | Olga Povitzky                | russisch-amerikanische Medizinerin und Hochschullehrerin                                                                     | 70    |       |
| 21. Mai | James Ralston                | kanadischer Politiker (Liberale Partei), Unterhausmitglied und Bundesminister                                                | 66    |       |
| 22. Mai | Nikolaus von Flondor         | Großgrundbesitzer sowie österreichischer und rumänischer Politiker aus der Familie Flondor                                   | 75    |       |
| 22. Mai | Claude McKay                 | jamaikanisch-US-amerikanischer Dichter und Romanautor                                                                        | 58    |       |
| 22. Mai | Carlo Perrier                | italienischer Mineraloge und Chemiker                                                                                        | 61    |       |
| 22. Mai | Eduard Peters                | deutscher Postbeamter, Prähistoriker und Entdecker des nach ihm benannten Petersfels                                         | 79    |       |
| 23. Mai | Jesús Batikuling Balmori     | philippinischer Literat | 61    |       |
| 23. Mai | Minobe Tatsukichi            | japanischer Verfassungsrechtler                                                                                              | 75    |       |
| 23. Mai | Ferdinand Stabinger          | österreichischer Bildhauer und Lehrer                                                                                        | 81    |       |
| 24. Mai | Louis John Daroux            | neuseeländischer Fotograf | 77    |       |
| 24. Mai | Frederick Simpson Deitrick   | US-amerikanischer Politiker                                                                                                  | 73    |       |
| 24. Mai | Jacques Feyder               | französisch-belgischer Filmregisseur                                                                                         | 62    |       |
| 24. Mai | Wilhelm Lautenbach           | deutscher Beamter im Reichswirtschaftsministerium                                                                            | 56    |       |
| 24. Mai | Otto Ulm                     | deutscher Wirtschaftsfunktionär                                                                                              | 63    |       |
| 25. Mai | Sidney Preston Osborn        | US-amerikanischer Politiker                                                                                                  | 64    |       |
| 25. Mai | Witold Pilecki               | polnischer Soldat, Widerstandskämpfer und Holocaust-Überlebender                                                             | 47    |       |
| 25. Mai | Max Schneller                | deutscher SS-Führer | 62    |       |
| 26. Mai | Max Berndorff                | deutscher Beigeordneter in Köln                                                                                              | 69    |       |
| 26. Mai | Émile Chassinat              | französischer Ägyptologe und Koptologe                                                                                       | 80    |       |
| 26. Mai | Mirin Dajo                   | niederländischer Unverwundbarer                                                                                              | 35    |       |
| 26. Mai | Maxime Lurion                | österreichischer Radrennfahrer und Gastronom                                                                                 | 73    |       |
| 26. Mai | Theo Morell                  | deutscher NS-Arzt | 61    |       |
| 26. Mai | Josef Mühlbeck               | deutscher Maler | 69    |       |
| 26. Mai | Wilhelm Pelzer               | deutscher Politiker (NSDAP)                                                                                                  | 52    |       |
| 26. Mai | Peter Emil Recher            | deutscher Lithograf und Maler                                                                                                | 68    |       |
| 26. Mai | Karl Wulzinger               | deutscher historischer Bauforscher                                                                                           | 61    |       |
| 27. Mai | August Bitterling            | Politiker (FDP), MdL | 69    |       |
| 27. Mai | William Bacon Oliver         | US-amerikanischer Rechtsanwalt, Richter und Politiker                                                                        | 81    |       |
| 27. Mai | August Schramm               | tschechoslowakischer Kommunist sudetendeutscher Herkunft                                                                     | 41    |       |
| 28. Mai | Hans Burkhardt               | deutscher Politiker (NSDAP)                                                                                                  | 56    |       |
| 28. Mai | Hubert Eisdell               | englischer Sänger (Tenor) | 65    |       |
| 28. Mai | Johannes Iversen             | deutscher Politiker, MdL | 60    |       |
| 28. Mai | Unity Mitford                | britische Adlige, Nationalsozialistin und Verehrerin Adolf Hitlers                                                           | 33    |       |
| 29. Mai | Alf Jacobsen                 | norwegischer Segler | 62    |       |
| 29. Mai | Victor Kommerell             | deutscher Mathematiker, Lehrer und Universitätsprofessor                                                                     | 82    |       |
| 29. Mai | Albert Séguin                | französischer Turner | 57    |       |
| 29. Mai | May Whitty                   | britische Schauspielerin | 82    |       |
| 30. Mai | Maarten Belzer               | niederländischer Generalleutnant                                                                                             | 77    |       |
| 30. Mai | Matthias Ehrenfried          | Bischof von Würzburg | 76    |       |
| 31. Mai | Anton Baumstark junior       | deutscher Orientalist und Liturgiewissenschaftler                                                                            | 75    |       |
| 31. Mai | Georg von Merenberg          | deutscher Adliger, Graf zu Merenberg                                                                                         | 77    |       |
|         | Georgios Tsolakoglou         | griechischer Politiker und Ministerpräsident                                                                                 | 62    |       |

## Juni
| Tag      | Name                                   | Beruf, bekannt als                                                                                            | Alter | Beleg |
| -------- | -------------------------------------- | --- | ----- | ----- |
| 1. Juni  | Alois Büchi                            | Schweizer Gewerkschafter                                                                                      | 68    |       |
| 1. Juni  | Cyro Giambruno                         | uruguayischer Politiker                                                                                       |       |       |
| 1. Juni  | José Vianna da Motta                   | portugiesischer Pianist, Komponist und Dirigent                                                               | 80    |       |
| 1. Juni  | Sonny Boy Williamson I.                | US-amerikanischer Bluesmusiker und Mundharmonikaspieler                                                       | 34    |       |
| 2. Juni  | Viktor Brack                           | nationalsozialistischer Funktionär, zum Tode verurteilter Kriegsverbrecher                                    | 43    |       |
| 2. Juni  | Karl Brandt                            | deutscher Mediziner, chirurgischer Begleitarzt von Adolf Hitler                                               | 44    |       |
| 2. Juni  | Rudolf Brandt                          | deutscher Jurist, Ministerialrat im Reichsinnenministerium                                                    | 39    |       |
| 2. Juni  | Georges Casse                          | französischer Automobilrennfahrer                                                                             | 58    |       |
| 2. Juni  | Karl Gebhardt                          | deutscher Chirurg und Leibarzt Heinrich Himmlers                                                              | 50    |       |
| 2. Juni  | Waldemar Hoven                         | deutscher KZ-Arzt, SS-Mitglied und Kriegsverbrecher                                                           | 45    |       |
| 2. Juni  | Claud Jacob                            | britischer Feldmarschall                                                                                      | 84    |       |
| 2. Juni  | Joachim Mrugowsky                      | deutscher SS-Oberführer, verantwortlich für tödliche Menschenversuche                                         | 42    |       |
| 2. Juni  | Hermann Niebuhr                        | deutscher Zeitungsredakteur, Kommunalpolitiker und Mitglied des Hannoverschen Provinziallandtages             | 62    |       |
| 2. Juni  | Hasan Salama                           | Feldkommandeur der Armee des Heiligen Krieges im Palästinakrieg                                               |       |       |
| 2. Juni  | Josef Schreder                         | österreichischer Politiker (CSP), Landtagsabgeordneter                                                        | 69    |       |
| 2. Juni  | Wolfram Sievers                        | deutscher Urgeschichtler; Geschäftsführer der Forschungsgemeinschaft Deutsches Ahnenerbe und Kriegsverbrecher | 42    |       |
| 3. Juni  | Avraham Mordechai Alter                | Dritter Gerrer Rebbe                                                                                          | 81    |       |
| 3. Juni  | Carl Huth                              | deutscher Theaterschauspieler                                                                                 | 80    |       |
| 4. Juni  | Georg Kniestädt                        | deutscher Violinist                                                                                           | 52    |       |
| 4. Juni  | Samuel Krauss                          | ungarischer jüdischer Gelehrter                                                                               | 82    |       |
| 4. Juni  | Christian Rosenbohm                    | deutscher Politiker (SPD), MdL                                                                                | 69    |       |
| 4. Juni  | Albrecht Graf zu Stolberg-Wernigerode  | deutscher Politiker, MdR und Bismarck-Forscher                                                                | 62    |       |
| 5. Juni  | Marie Beutlmayr                        | österreichische Politikerin (SDAP), Landtagsabgeordnete, Mitglied des Bundesrates                             | 78    |       |
| 5. Juni  | Glen Edwards                           | US-amerikanischer Testpilot                                                                                   | 30    |       |
| 5. Juni  | William Grosvenor                      | britischer Sportschütze                                                                                       | 78    |       |
| 5. Juni  | Paul Hubrich                           | deutscher Bildhauer                                                                                           | 78    |       |
| 5. Juni  | Otto Kleinschmidt                      | deutscher Chirurg                                                                                             | 67    |       |
| 5. Juni  | Franz Lorenzoni                        | österreichischer Politiker (CSP, ÖVP), Landtagsabgeordneter                                                   | 57    |       |
| 5. Juni  | Ernest Merritt                         | US-amerikanischer Physiker                                                                                    | 83    |       |
| 5. Juni  | Fritz Preissler                        | tschechisch-deutscher Rodler                                                                                  | 39    |       |
| 5. Juni  | Hans Schmidt                           | deutscher Offizier, zuletzt General der Infanterie                                                            | 71    |       |
| 6. Juni  | Oskar Birckenbach                      | deutscher Maler, Graphiker und Kunsterzieher                                                                  | 66    |       |
| 6. Juni  | Albert Fischer                         | deutscher Opernsänger (Bariton)                                                                               | 69    |       |
| 6. Juni  | Aron Freimann                          | jüdisch-deutscher Bibliograph, Historiker und Bibliothekar                                                    | 76    |       |
| 6. Juni  | Wilhelm Hempfing                       | deutscher Kunstmaler und Radierer                                                                             | 61    |       |
| 6. Juni  | Louis Lumière                          | französischer Fotoindustrieller                                                                               | 83    |       |
| 6. Juni  | Charles W. Nash                        | amerikanischer Automobilunternehmer                                                                           | 84    |       |
| 6. Juni  | Hermann Reichling                      | deutscher Museumsdirektor, Fotograf und Naturschützer                                                         | 58    |       |
| 6. Juni  | Russell Willson                        | US-amerikanischer Offizier, Vizeadmiral der US-Navy                                                           | 64    |       |
| 7. Juni  | Gertrud Caspari                        | deutsche Kinderbuch-Illustratorin                                                                             | 75    |       |
| 7. Juni  | Johannes Huber                         | Schweizer Politiker (SP)                                                                                      | 69    |       |
| 7. Juni  | Georges Hüe                            | französischer Komponist                                                                                       | 90    |       |
| 7. Juni  | Walter Mackenthun                      | deutscher Flugpionier                                                                                         | 65    |       |
| 7. Juni  | Heinrich Meyer                         | deutscher Politiker (DHP, DP), MdR, MdL                                                                       | 69    |       |
| 7. Juni  | Jack Montgomery                        | US-amerikanischer Offizier der US Army sowie Reiter und Polospieler                                           | 66    |       |
| 7. Juni  | Thomas L. Owens                        | US-amerikanischer Politiker                                                                                   | 50    |       |
| 7. Juni  | Friedrich Zundel                       | deutscher Maler                                                                                               | 72    |       |
| 8. Juni  | Abo Kiyokazu                           | japanischer Admiral und Politiker                                                                             | 77    |       |
| 8. Juni  | Ferdinand Bronner                      | österreichischer Schriftsteller und Dramatiker                                                                | 80    |       |
| 8. Juni  | Josef Correck                          | deutscher Opernsänger                                                                                         | 56    |       |
| 8. Juni  | Matsumoto Shunsuke                     | japanischer Maler im Yōga-Stil                                                                                | 36    |       |
| 8. Juni  | Gunnar Säve-Söderbergh                 | schwedischer Paläonlotoge und Geologe                                                                         | 38    |       |
| 8. Juni  | Wilhelm Tecklenborg                    | deutscher Kaufmann                                                                                            | 65    |       |
| 9. Juni  | Maria Belpaire                         | flämische Schriftstellerin                                                                                    | 95    |       |
| 9. Juni  | Christel Hamann                        | deutscher Erfinder von Rechenmaschinen                                                                        | 78    |       |
| 9. Juni  | Irie Hakō                              | japanischer Maler                                                                                             | 60    |       |
| 9. Juni  | Hendrik Johansen                       | dänischer Turner                                                                                              | 59    |       |
| 9. Juni  | James Young                            | US-amerikanischer Filmregisseur, Schauspieler und Drehbuchautor                                               | 76    |       |
| 10. Juni | Philippa Fawcett                       | britische Mathematikerin und Schulreformerin                                                                  | 80    |       |
| 10. Juni | Gustav Giemsa                          | deutscher Chemiker und Bakteriologe                                                                           | 80    |       |
| 10. Juni | Frank J. Hayes                         | US-amerikanischer Politiker und Gewerkschaftsfunktionär                                                       | 66    |       |
| 10. Juni | David Marcus                           | amerikanisch-israelischer Jurist und Offizier                                                                 | 47    |       |
| 10. Juni | Lewis Baxter Schwellenbach             | US-amerikanischer Jurist und Politiker                                                                        | 53    |       |
| 11. Juni | Hugh M. Dorsey                         | US-amerikanischer Politiker                                                                                   | 76    |       |
| 11. Juni | Max Geilinger                          | Schweizer Jurist und Schriftsteller                                                                           | 63    |       |
| 12. Juni | Albert Kenrick Fisher                  | US-amerikanischer Ornithologe                                                                                 | 92    |       |
| 12. Juni | Gyula Glykais                          | ungarischer Säbelfechter                                                                                      | 55    |       |
| 12. Juni | August Kamber                          | Schweizer Politiker (SP)                                                                                      | 77    |       |
| 13. Juni | Hans Bundtzen                          | deutscher Landwirt und Politiker (DNVP, CDU), MdL                                                             | 65    |       |
| 13. Juni | Dazai Osamu                            | japanischer Schriftsteller                                                                                    | 38    |       |
| 13. Juni | Max Hermann Fritz                      | deutscher Bildhauer, Porzellanmodelleur und Medailleur                                                        | 74    |       |
| 13. Juni | Max Hebecker                           | deutscher Bergwerksingenieur                                                                                  | 66    |       |
| 13. Juni | Arthur Heinrich Lippert                | deutscher Modelleur und Bildhauer                                                                             | 69    |       |
| 13. Juni | Otto Marburg                           | österreichischer Neurologe                                                                                    | 74    |       |
| 13. Juni | William Watson, Baron Thankerton       | schottisch-britischer Jurist und Politiker (Unionist Party)                                                   | 74    |       |
| 14. Juni | Gertrude Atherton                      | US-amerikanische Schriftstellerin                                                                             | 90    |       |
| 14. Juni | Ernst Henrik Ellberg                   | schwedischer Komponist                                                                                        | 79    |       |
| 14. Juni | John Blackwood McEwen                  | schottischer Komponist                                                                                        | 80    |       |
| 14. Juni | Oscar Edward Meinzer                   | US-amerikanischer Hydrologe                                                                                   | 71    |       |
| 14. Juni | Thekla Susanne Ragnhild Resvoll        | norwegische Botanikerin und Frauenrechtlerin                                                                  | 77    |       |
| 14. Juni | Walter Timmling                        | deutscher Kunsthistoriker und Maler                                                                           | 50    |       |
| 15. Juni | Henri Ménessier                        | Kinos | 65    |       |
| 16. Juni | Marcel Brillouin                       | französischer Physiker                                                                                        | 93    |       |
| 16. Juni | Richard Depoorter                      | belgischer Radrennfahrer                                                                                      | 33    |       |
| 16. Juni | James Indus Farley                     | US-amerikanischer Politiker                                                                                   | 77    |       |
| 16. Juni | Alfred Ibach                           | deutscher Dramaturg, Schauspieler, Verleger und Autor                                                         | 45    |       |
| 16. Juni | Arnold Jacobi                          | deutscher Zoologe und Ethnograf                                                                               | 78    |       |
| 16. Juni | Rufus Jones                            | US-amerikanischer Quäker und Mystiker                                                                         | 85    |       |
| 16. Juni | Ernest Tonnelat                        | französischer Germanist und Literaturhistoriker                                                               | 71    |       |
| 17. Juni | Arturo Bresciani                       | italienischer Radrennfahrer                                                                                   | 48    |       |
| 17. Juni | Henrik Lund                            | grönländischer Dichter, Pastor, Katechet, Missionar, Maler, Komponist und Landesrat                           | 72    |       |
| 17. Juni | Arthur Rakobrandt                      | deutscher Politiker (NSDAP), MdR, SA-Führer                                                                   | 69    |       |
| 17. Juni | Beryl Wallace                          | US-amerikanische Schauspielerin, Sängerin und Tänzerin                                                        | 35    |       |
| 18. Juni | Edward Brooker                         | australischer Politiker                                                                                       | 57    |       |
| 18. Juni | Harilal Gandhi                         | ältester Sohn Mahatma Gandhis                                                                                 |       |       |
| 18. Juni | Alvah Curtis Roebuck                   | US-amerikanischer Mechaniker und Mitbegründer der Firma Sears & Roebuck (1887–1895)                           | 84    |       |
| 18. Juni | Wilhelm Thomas                         | deutscher Diplomat                                                                                            | 67    |       |
| 19. Juni | Warner Richmond                        | US-amerikanischer Schauspieler                                                                                | 62    |       |
| 20. Juni | George Frederick Boyle                 | australischer Komponist                                                                                       | 61    |       |
| 20. Juni | Norah Lindsay                          | englische Gesellschaftsdame und Gartengestalterin                                                             | 75    |       |
| 20. Juni | Wilhelm Schmidt                        | Schreiner und Landtagsabgeordneter Freistaat Waldeck                                                          | 69    |       |
| 20. Juni | Louise von Thurn und Taxis             | deutsche Adlige                                                                                               | 89    |       |
| 21. Juni | Hans Aull                              | deutscher Richter in Bayern                                                                                   | 79    |       |
| 21. Juni | Frank Cuprien                          | US-amerikanischer Maler                                                                                       | 76    |       |
| 21. Juni | François E. Matthes                    | Geologe und Experte für topografische Kartografie, Gletscher und Klimawandel                                  | 74    |       |
| 21. Juni | D’Arcy Wentworth Thompson              | britischer Mathematiker und Biologe                                                                           | 88    |       |
| 22. Juni | John F. Foulkes                        | kanadischer Tennisspieler                                                                                     | 75    |       |
| 22. Juni | Wilhelm Ide                            | preußischer Verwaltungsjurist und Landrat                                                                     | 69    |       |
| 22. Juni | Paul Nedelcovici                       | rumänischer Rugbyspieler                                                                                      |       |       |
| 22. Juni | August zu Sayn-Wittgenstein-Hohenstein | deutscher Fürst und Standesherr                                                                               | 80    |       |
| 22. Juni | Abraham Stavsky                        | Zionist und Mitglied der zionistischen Jugendorganisation Betar                                               | 42    |       |
| 23. Juni | Hans Adam                              | deutscher Marineoffizier und U-Boot-Kommandant im Ersten Weltkrieg                                            | 65    |       |
| 23. Juni | Anton Dyroff                           | deutscher Rechtswissenschaftler und Hochschullehrer                                                           | 84    |       |
| 23. Juni | Sven Oftedal                           | norwegischer Politiker (Arbeiderpartiet), Minister und Arzt                                                   | 43    |       |
| 23. Juni | Anna Reitler                           | deutsche Politikerin (KPD), MdR                                                                               | 54    |       |
| 23. Juni | Fritz Stollberg                        | deutscher Politiker (NSDAP), MdR und SA-Führer                                                                | 60    |       |
| 24. Juni | Thomas R. D. Bell                      | britisch-indischer Forstbeamter, Zoologe und Botaniker                                                        | 85    |       |
| 25. Juni | Ernest Biéler                          | Schweizer Maler                                                                                               | 84    |       |
| 25. Juni | William C. Lee                         | US-amerikanischer Generalmajor der Luftlandetruppen                                                           | 53    |       |
| 25. Juni | Hans von Opel                          | deutscher Unternehmer                                                                                         | 48    |       |
| 26. Juni | Alexander Sergejewitsch Serebrowski    | sowjetischer Genetiker                                                                                        | 56    |       |
| 27. Juni | Dorothea Bleek                         | deutsch-südafrikanische Sprachwissenschaftlerin                                                               | 75    |       |
| 27. Juni | Wilhelm Sauter                         | deutscher Maler und Zeichner                                                                                  | 52    |       |
| 27. Juni | George Templeton Strong                | US-amerikanischer Komponist                                                                                   | 92    |       |
| 28. Juni | Adolf von Inffeld                      | österreichischer Architekt                                                                                    | 75    |       |
| 28. Juni | Albert Pauphilet                       | französischer Romanist und Mediävist                                                                          | 64    |       |
| 28. Juni | Leonid Konstantinowitsch Ramsin        | russischer Ingenieur                                                                                          | 60    |       |
| 28. Juni | Viktor Voit                            | österreichischer Politiker (SDAP), Landtagsabgeordneter                                                       | 59    |       |
| 29. Juni | Camilla Hirsch                         | Holocaustüberlebende, Schriftstellerin                                                                        | 79    |       |
| 29. Juni | Sten Konow                             | norwegischer Indologe                                                                                         | 81    |       |
| 29. Juni | August Scholz                          | deutscher Kommunalpolitiker (CDU), Oberbürgermeister von Remscheid                                            |       |       |
| 30. Juni | Adrien Alin                            | französischer Automobilrennfahrer                                                                             | 42    |       |
| 30. Juni | Morris Fuller Benton                   | US-amerikanischer Ingenieur und Typograf                                                                      | 75    |       |
| 30. Juni | Richard Berger                         | deutscher Heimatforscher                                                                                      | 47    |       |
| 30. Juni | Johann Hartmann                        | österreichischer Politiker (SDAP), Landtagsabgeordneter                                                       | 76    |       |
| 30. Juni | Fritz Rhein                            | deutscher Maler                                                                                               | 75    |       |
| 30. Juni | Prinz Sabahaddin                       | türkischer Soziologe                                                                                          | 69    |       |
| 30. Juni | Karl Wolfskehl                         | deutsch-jüdischer Schriftsteller und Übersetzer                                                               | 78    |       |
|          | Helene Weyl                            | deutsche Schriftstellerin und Übersetzerin                                                                    | 55    |       |